# Simulium kawamurae
Simulium kawamurae är en tvåvingeart som beskrevs av Matsummura 1931. Simulium kawamurae ingår i släktet Simulium och familjen knott. Inga underarter finns listade i Catalogue of Life.